# Jorge Ribeiro
Jorge Miguel de Oliveira Ribeiro (nacido el 9 de noviembre de 1981 en Lisboa) es un futbolista portugués. Actualmente juega en el Sporting Clube Farense de la Segunda División de Portugal.

## Selección nacional
Hizo su debut con la selección nacional en noviembre de 2002 contra Escocia. En octubre de 2007, fue convocado para reemplazar a Bosingwa en la clasificación para la Eurocopa 2008 en los partidos contra Azerbaiyán y Kazajistán el 13 y el 17 de octubre respectivamente. Solo ha jugado 9 veces, aunque fue convocado para la Eurocopa 2008.

## Curiosidades
Es el hermano menor del también futbolista Nuno Ricardo de Oliveira Ribeiro, conocido como Maniche.

## Clubes
| Club            | País     | Año       |
| --------------- | -------- | --------- |
| SL Benfica      | Portugal | 1999-2000 |
| CD Santa Clara  | Portugal | 2000-2001 |
| SL Benfica      | Portugal | 2001-2002 |
| Varzim SC       | Portugal | 2002-2004 |
| Gil Vicente FC  | Portugal | 2004      |
| FC Dinamo Moscú | Rusia    | 2005      |
| Málaga CF       | España   | 2006      |
| CD Aves         | Portugal | 2006-2007 |
| Boavista FC     | Portugal | 2007-2008 |
| SL Benfica      | Portugal | 2008-2010 |
| Vitória SC      | Portugal | 2010-2011 |
| Granada CF      | España   | 2011-2012 |
| C.D. Aves       | Portugal | 2013-2015 |
| Atlético CP     | Portugal | 2015-2016 |
| SC Farense      | Portugal | 2016-     |